# Lijst van kunstenaars uit het Caribisch deel van het Koninkrijk der Nederlanden
Dit is een alfabetische lijst kunstenaars uit het Caribisch deel van het Koninkrijk der Nederlanden die geboren zijn in het het Caribisch deel van het Koninkrijk der Nederlanden, die geboren zijn uit ouders uit het Caribisch deel van het Koninkrijk der Nederlanden in Nederland, of die zich geheel in het Caribisch deel van het Koninkrijk der Nederlanden ontplooiden. Schrijvers zijn opgenomen in de Lijst van schrijvers uit het Caribisch deel van het Koninkrijk der Nederlanden.

## A
- Giovanni Abath
- Ailsa Anastatia
- Anna Oltheten

## B
- Herman van Bergen
- Sander van Beusekom
- Hortence Brouwn

## C
- José Maria Capricorne (Curaçao, 1932), graficus en kunstschilder

## D
- Avantia Damberg
- Theo van Delft
- Marcel van Duijneveldt

## E
- John Ecker
- Sharelly Emanuelson , beeldend kunstenaar en filmmaker
- Lucila Engels-Boskaljon
- Enrique Olario
- Charles Eyck

## F
- Johanna Franco Zapata

## G
- Martie Genger
- Jean Girigori
- Cornelis Gorsira

## H
- Dolf Henkes
- May Henriquez
- Hipolito Ocalia
- Lee Hodge

## J
- Ru Jas
- Elis Juliana

## K
- Yubi Kirindongo
- Kevin Osepa

## L
- Padú Lampe
- Jhomar Loaiza

## M
- Ashley Mauricia
- Garrick Marchena
- Jacob Ernst Marcus
- Tirzo Martha
- Tony Monsanto

## N
- Maximiliano Nepomuceno

## P
- Avery Preesman
- Jan Gerard Palm
- Jacobo Palm
- John Palm
- Rudolph Palm
- Vanessa Paulina
- Suzanne Perlman
- Tharcisio (Nechi) Pieterz Kwiers
- Luigi Pinedo

## R
- Ced Ride, Curaçaos zanger en kunstschilder
- Wouter van Romondt
- Felix de Rooy
- Rene de Rooy

## S
- Nena Sanchez
- Marlies Schoenmakers
- Francis Sling
- Norva Sling
- Ellen Spijkstra

## T
- Dustin Thierry
- Roberto Tjon-A-Meeuw

## V
- Anton Vrede, (Willemstad, Curaçao, 1953), beeldend kunstenaar
- Claire Verkoyen, (Willemstad, Curaçao, 1959), keramist

## W
- Brigitte Wawoe, (Heidelberg, 1939 - Wassenaar, 2025), beeldend kunstenaar

## Portretten

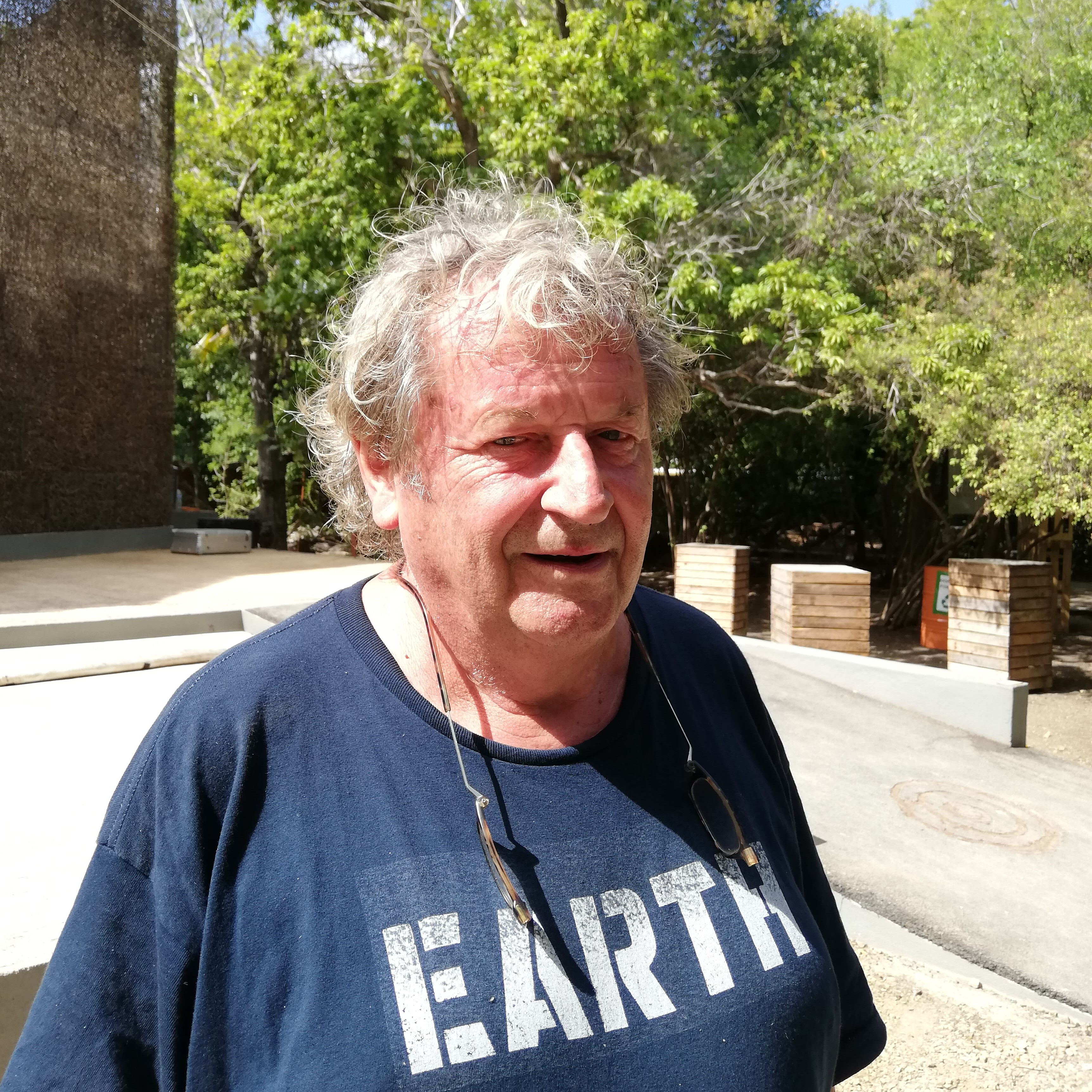
Herman van Bergen
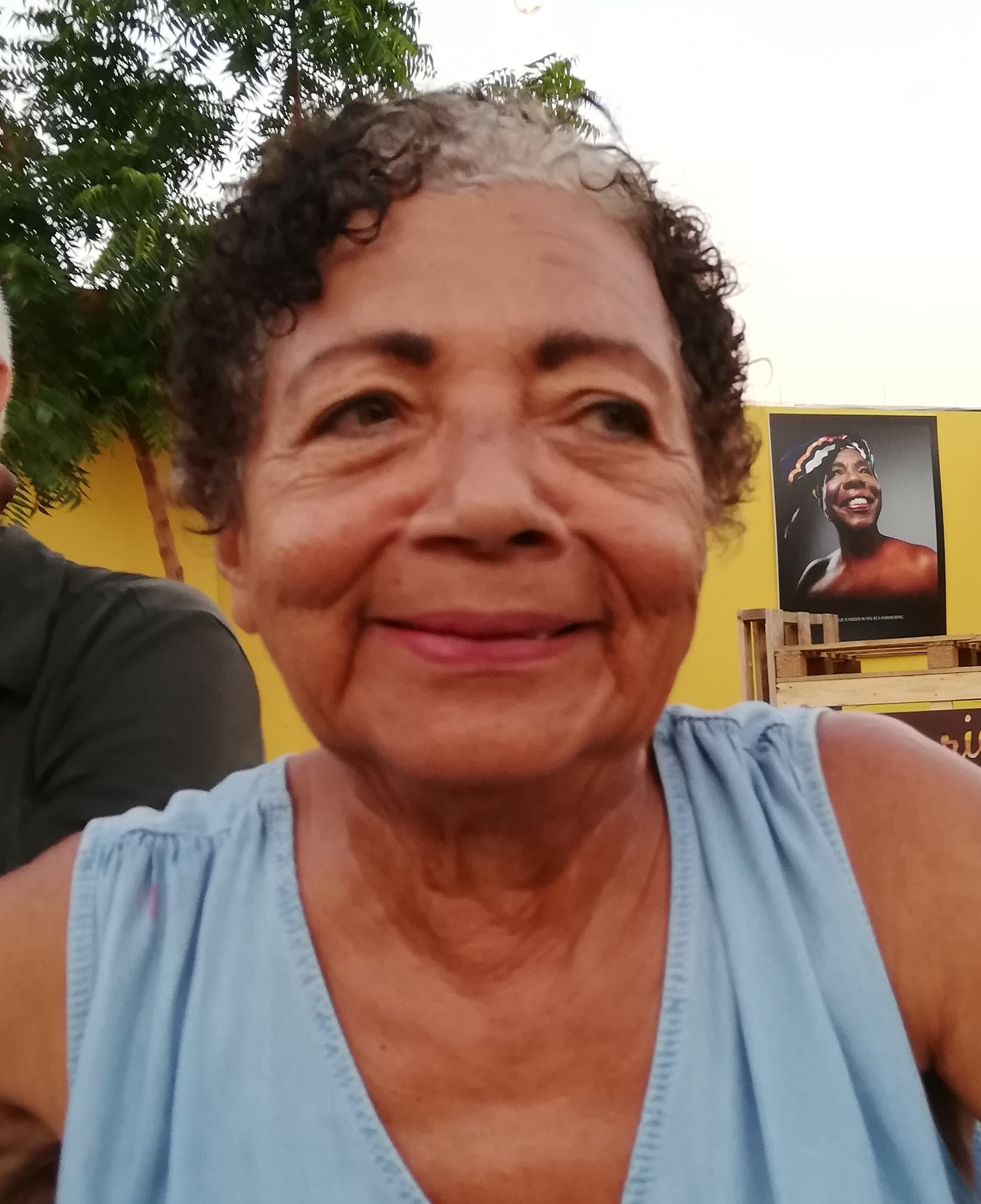
Hortence Brouwn
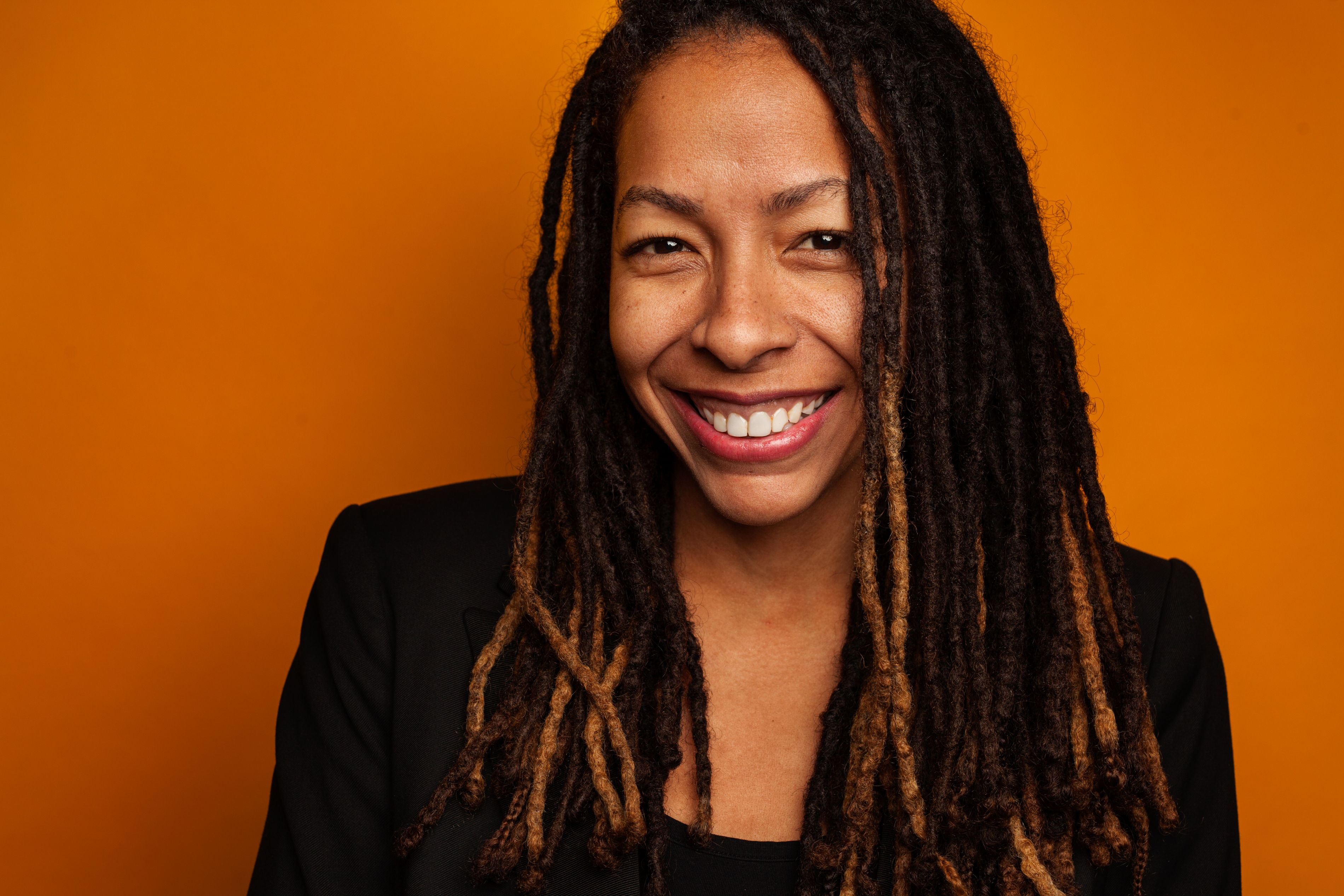
Sharelly Emanuelson
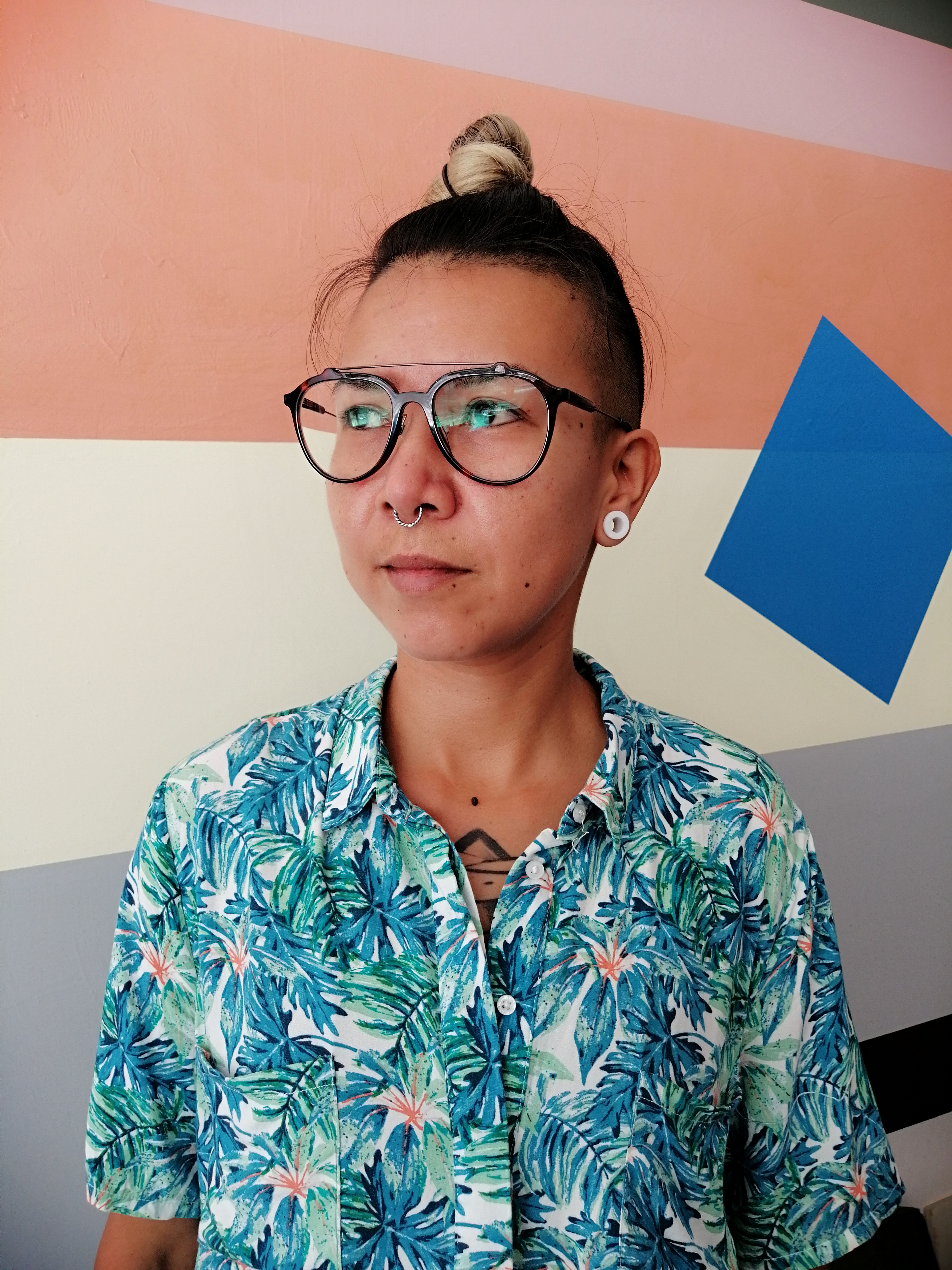
Johanna Franco Zapata
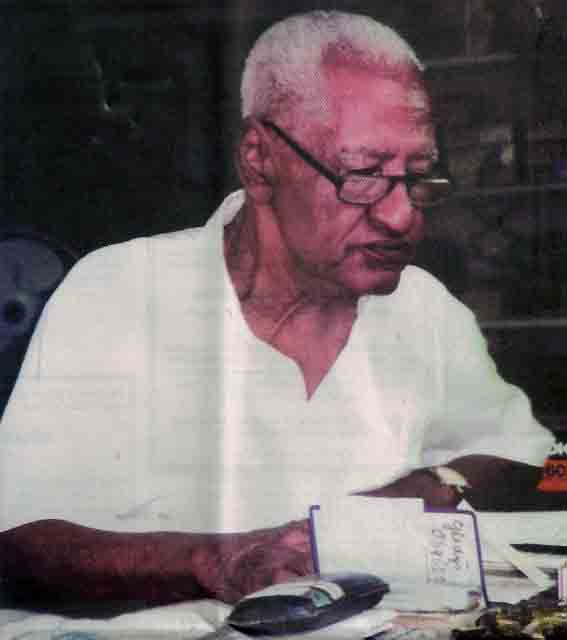
Elis Juliana
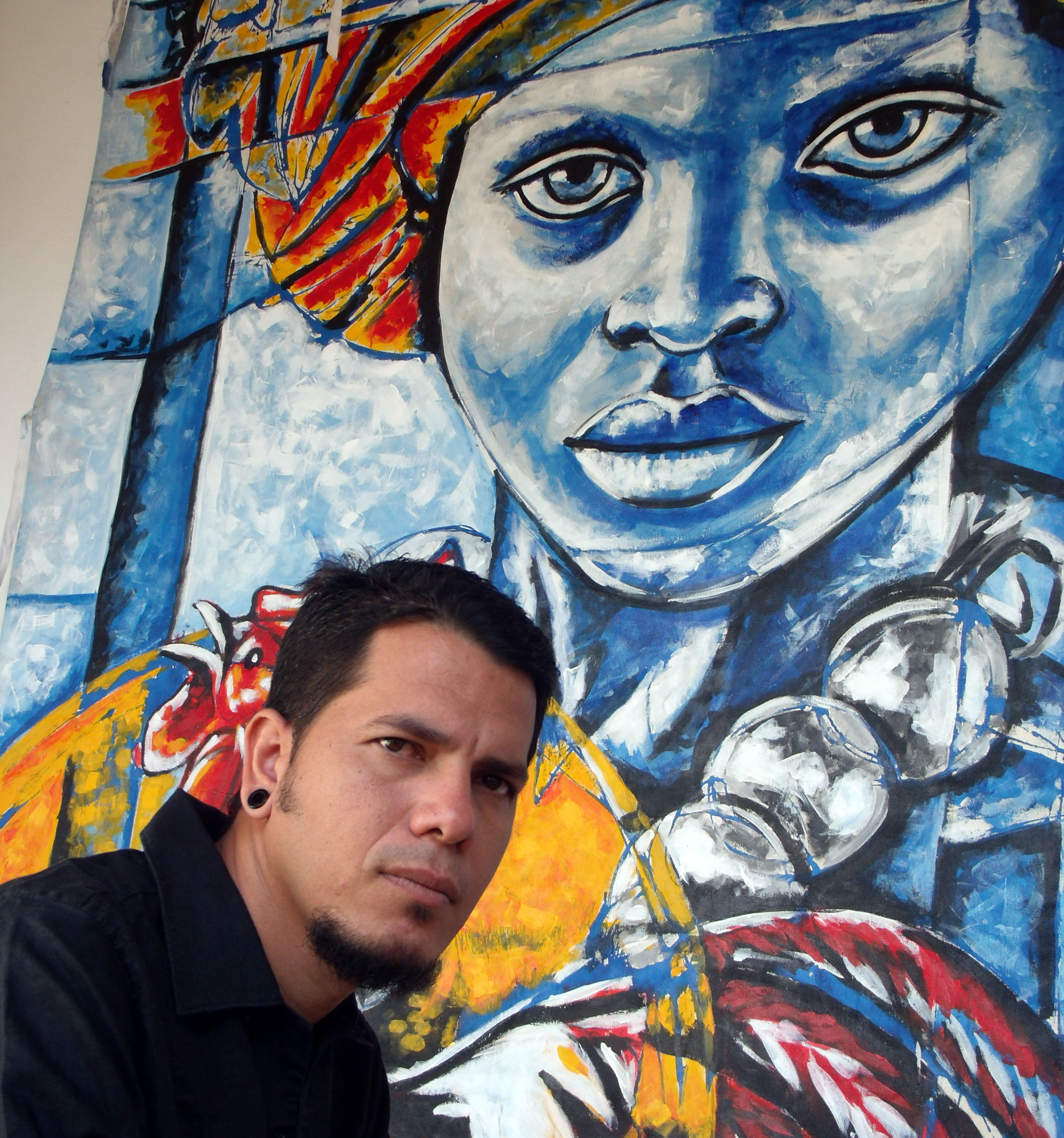
Jhomar Loaiza
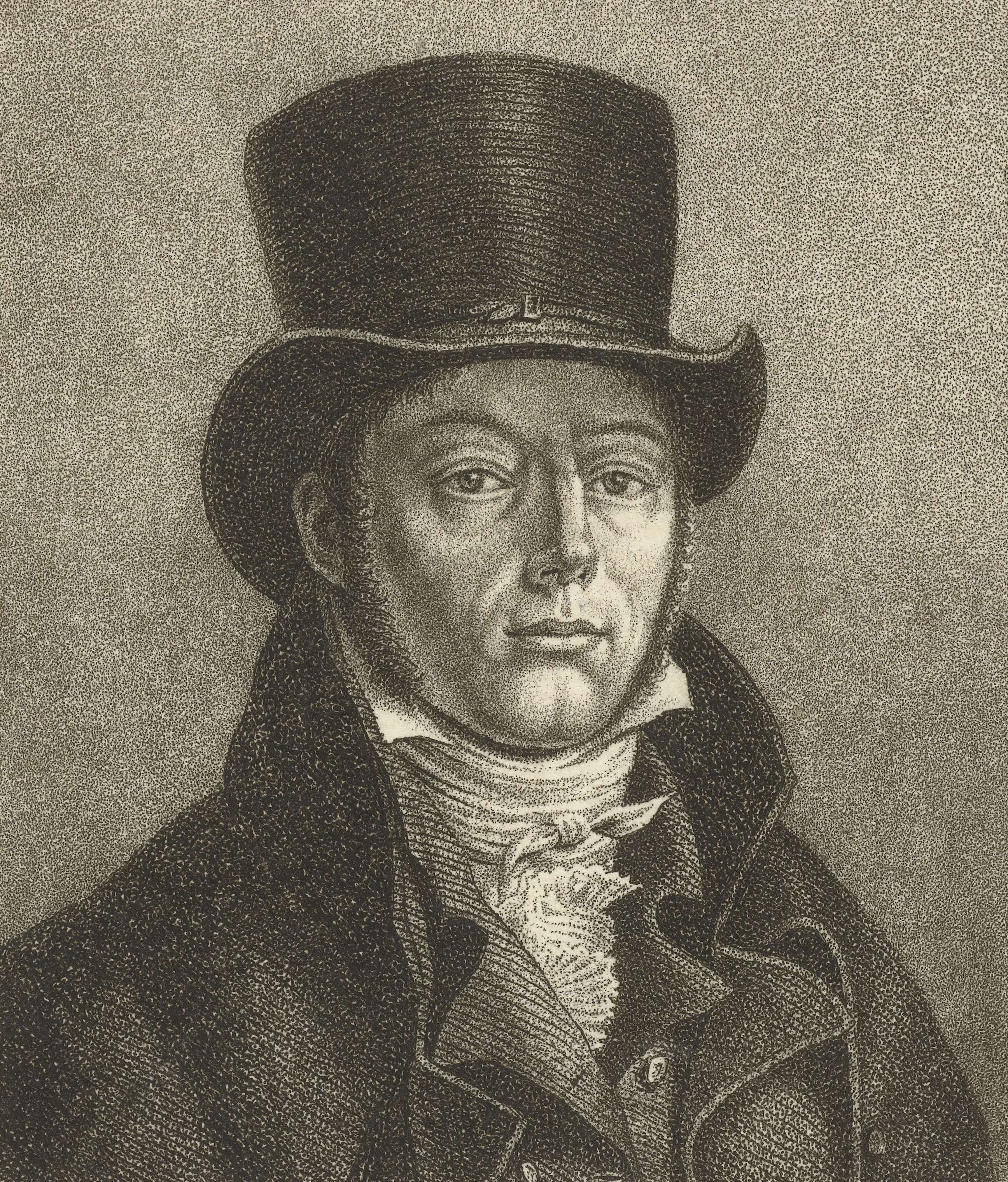
Jacob Ernst Marcus
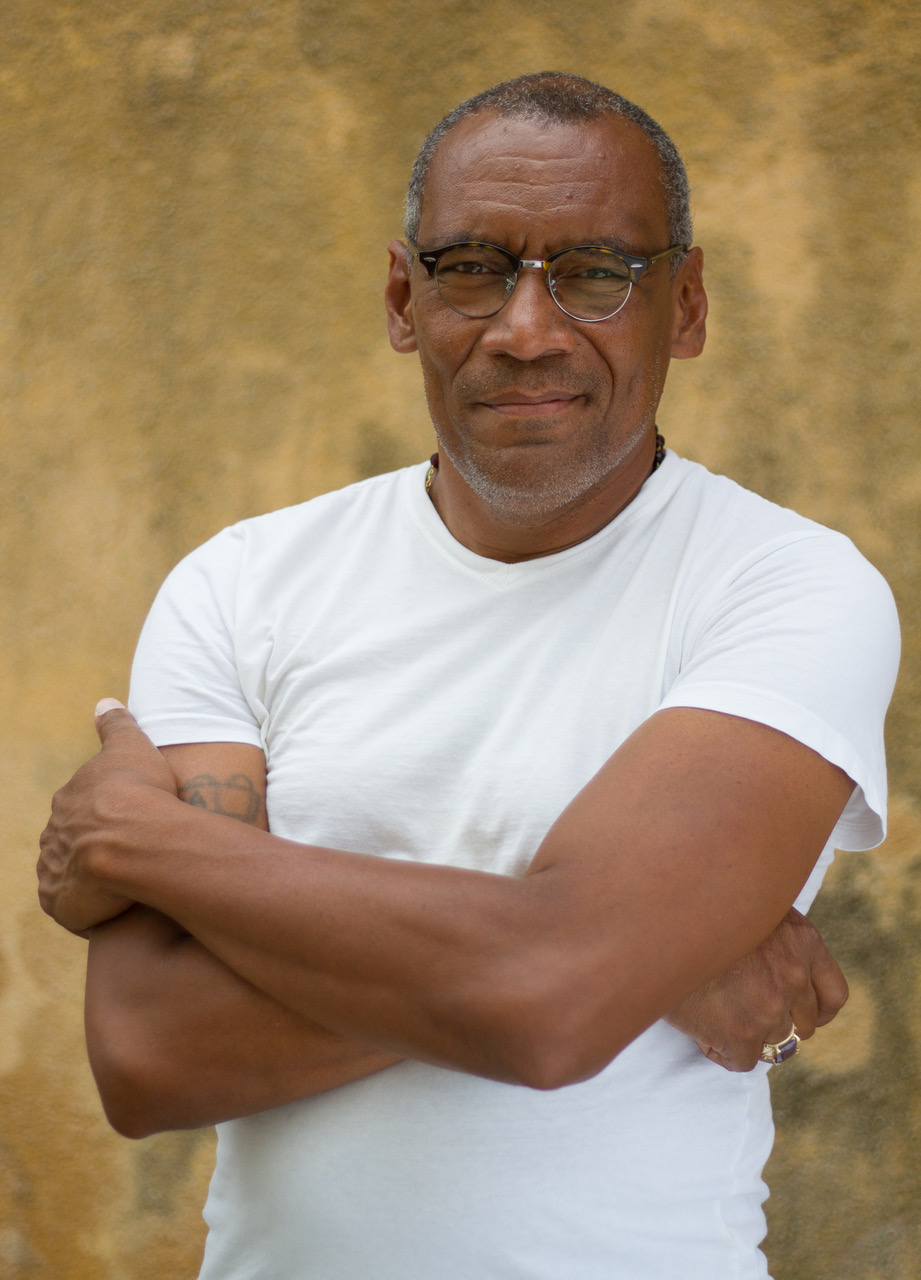
Tirzo Martha
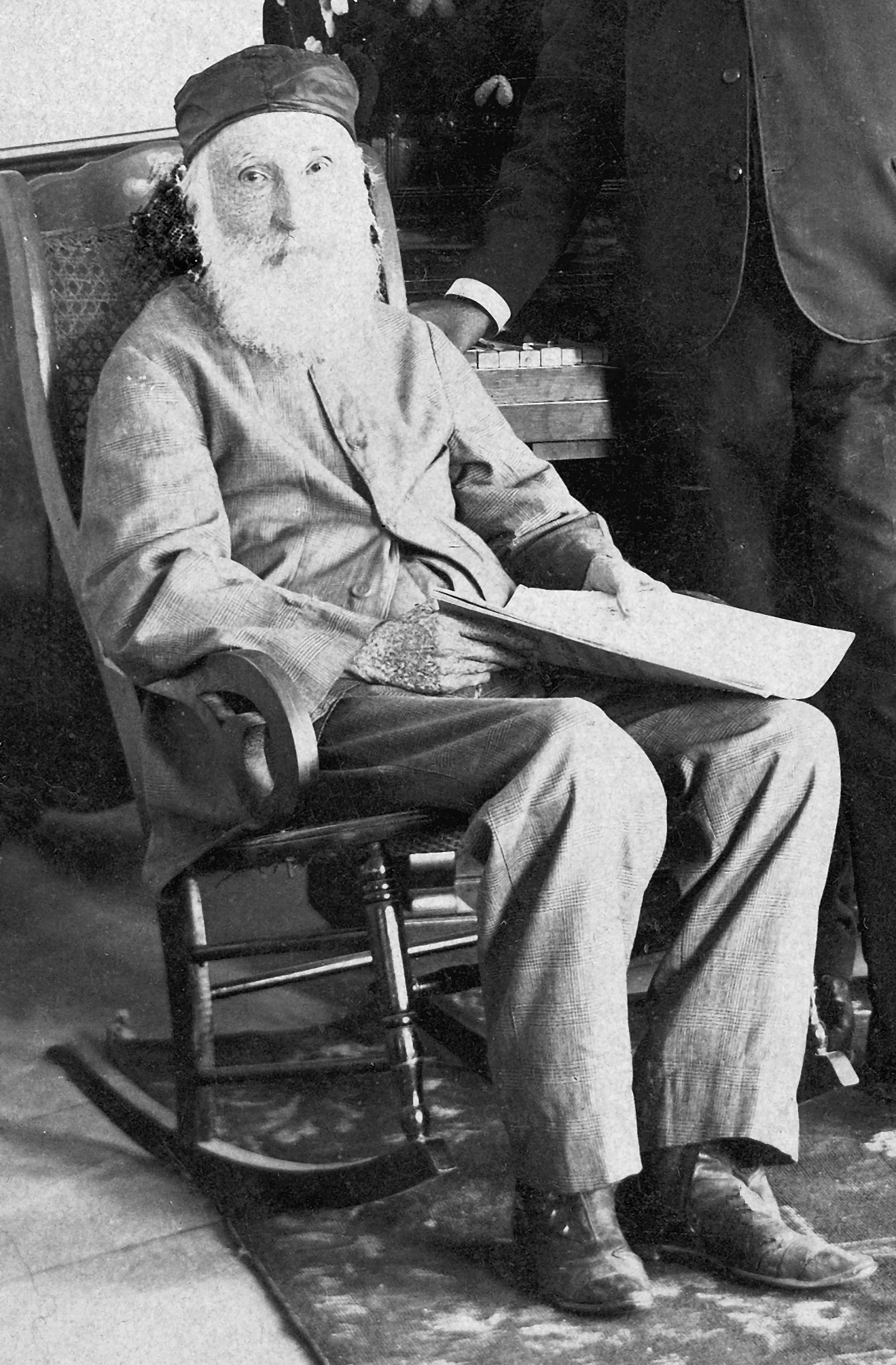
Jan Gerard Palm
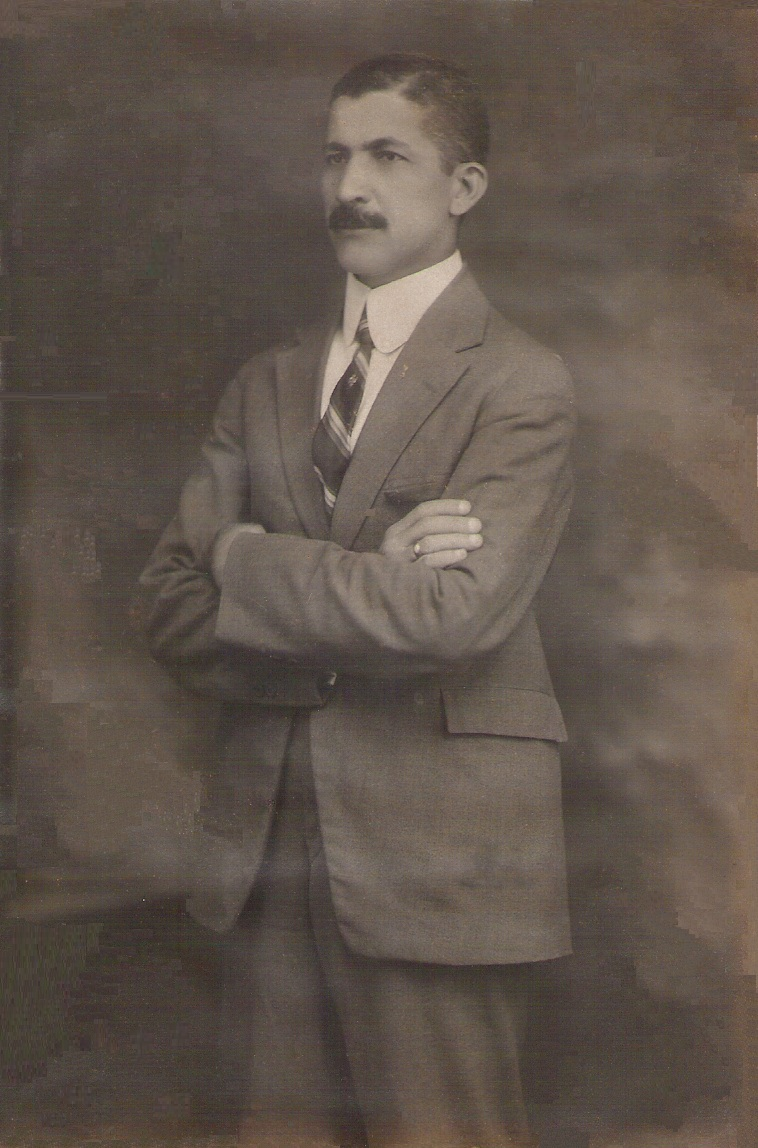
Jacobo Palm
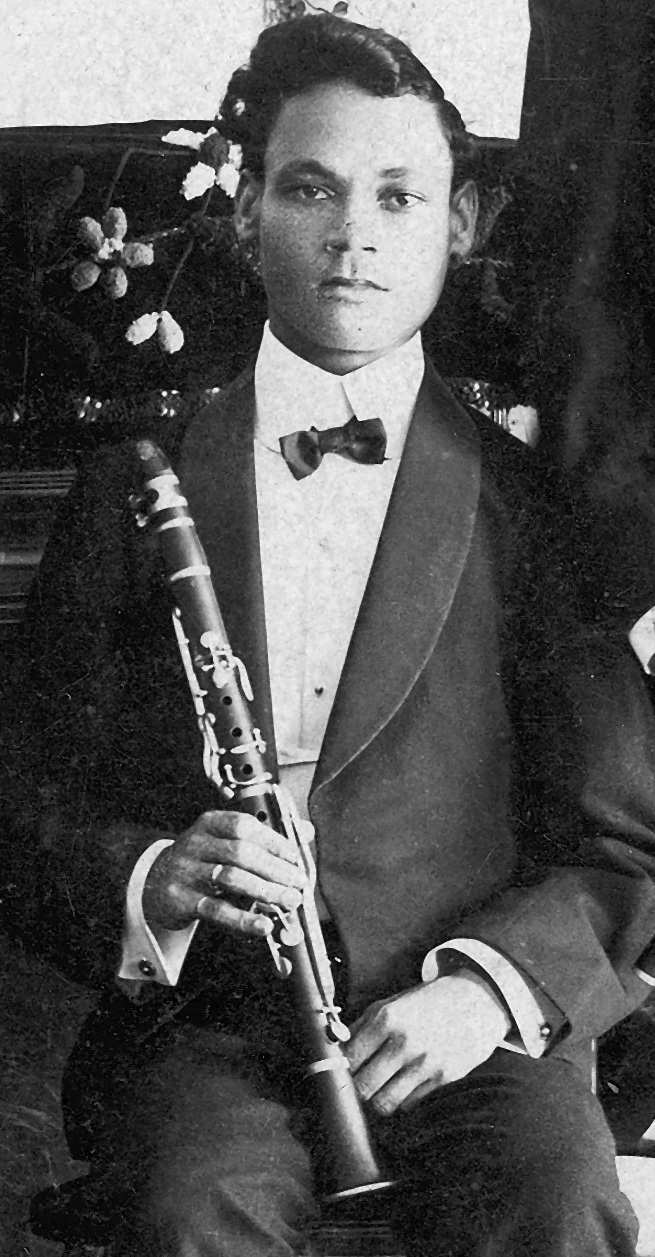
John Palm
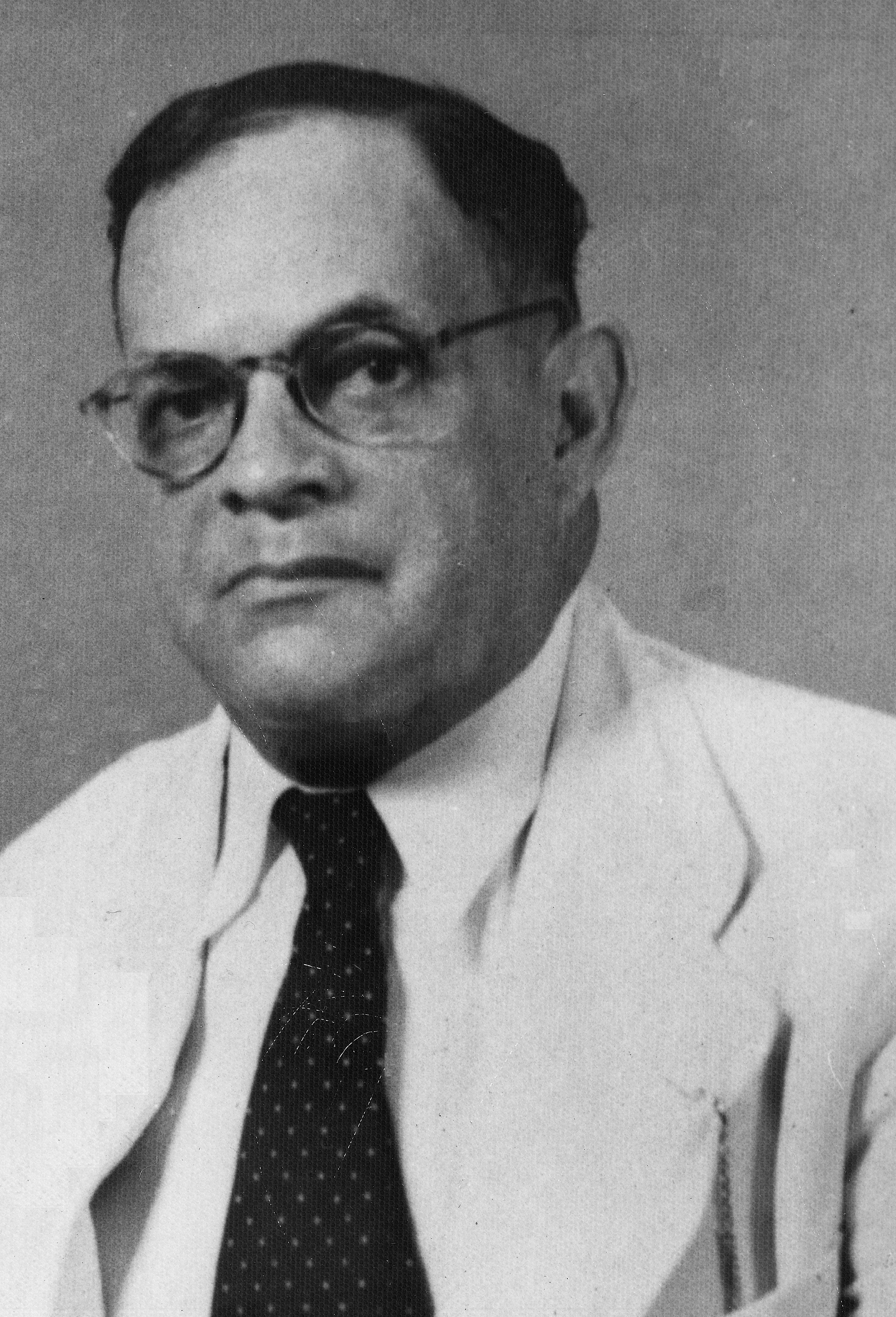
Rudolph Palm
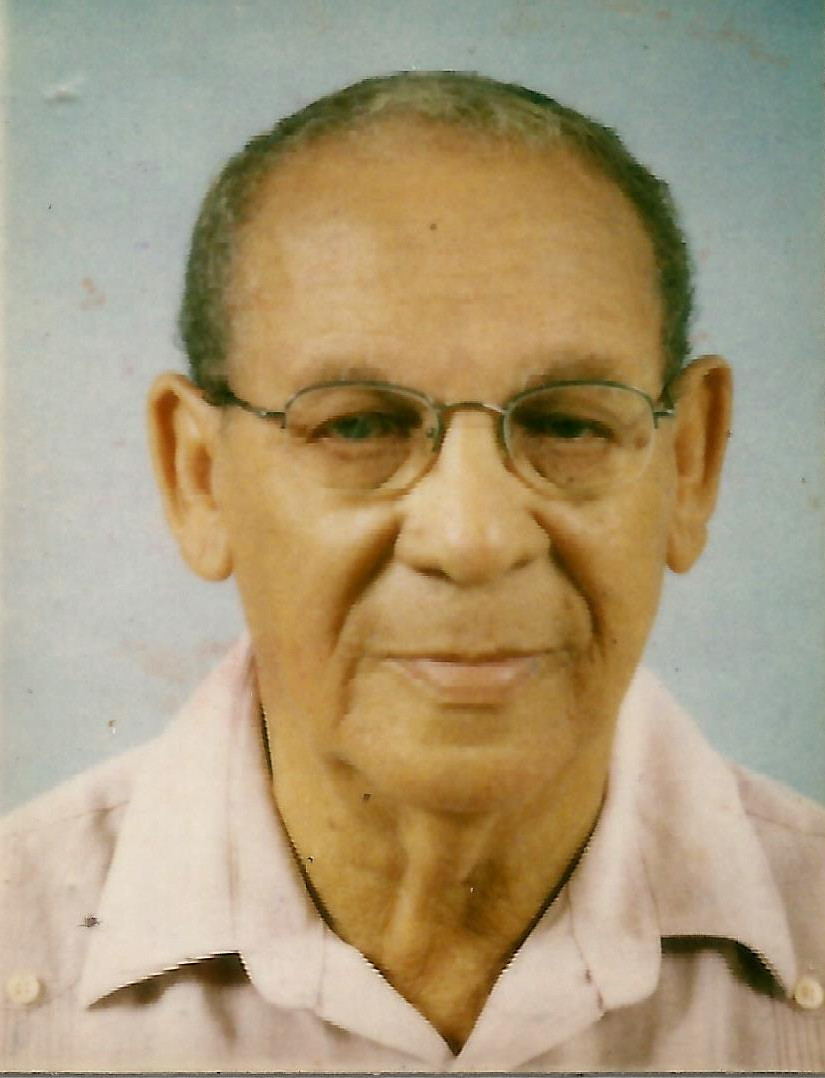
Luigi Pinedo
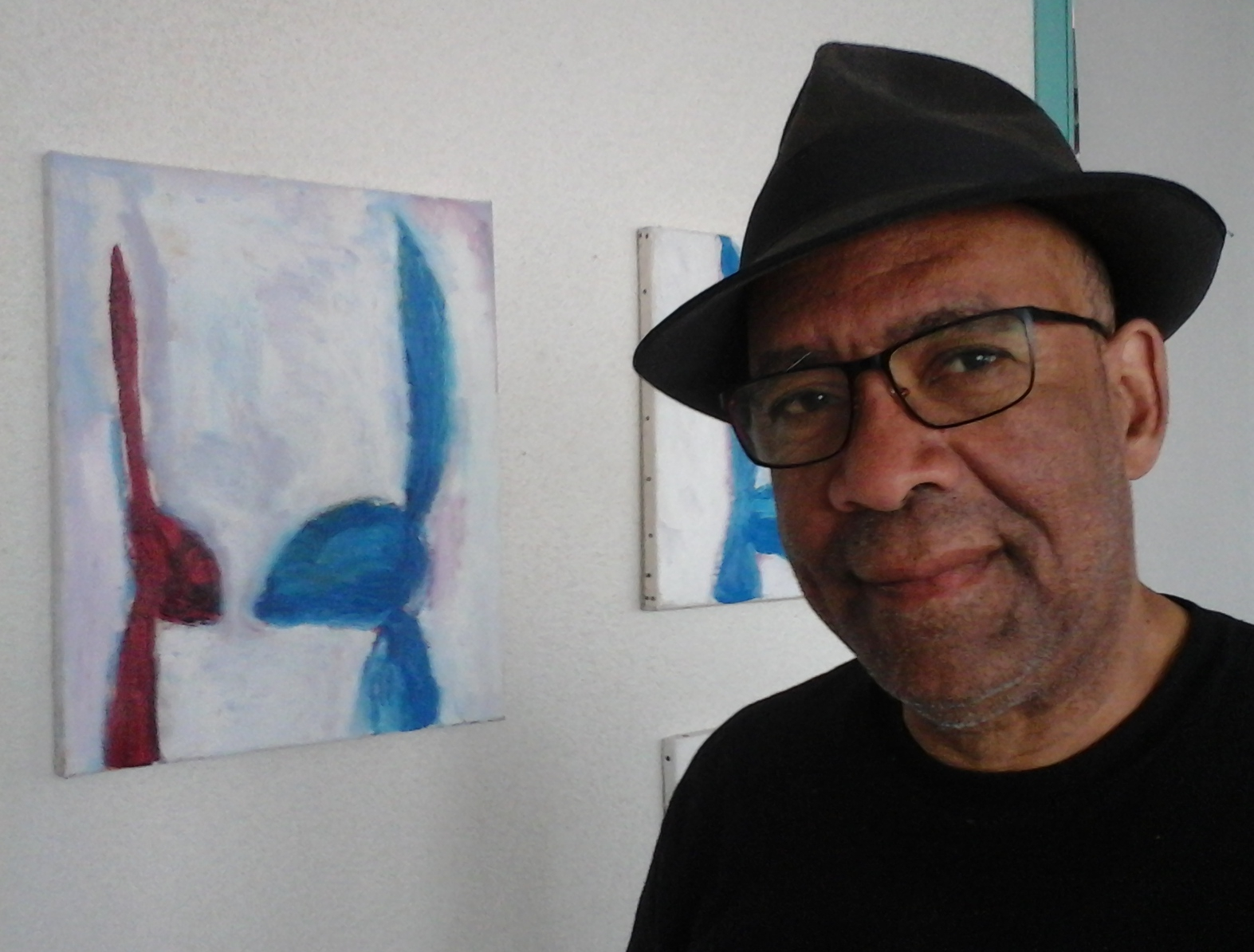
Anton Vrede